# La Malédiction (film, 1976)
Pour les articles homonymes, voir Malédiction (homonymie).
Série La Malédiction
Damien : La Malédiction 2
(1978)
Pour plus de détails, voir Fiche technique et Distribution.
La Malédiction (The Omen) est un film d'horreur britanno-américain réalisé par Richard Donner et sorti en 1976.
Malgré des critiques mitigées à sa sortie, le film connait un immense succès commercial dans le monde. Il obtient trois nominations aux Oscars. Le succès du film engendre la création d'une franchise avec quatre films (dont un remake et une préquelle) et un téléfilm.

## Synopsis

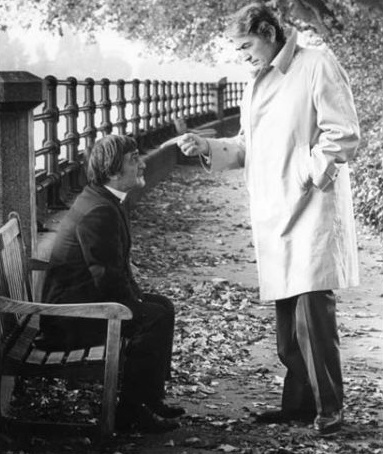
Le père Brennan (Patrick Troughton) et Robert Thorn (Gregory Peck) dans une scène du film.

Robert Thorn est ambassadeur des États-Unis au Royaume-Uni. Plusieurs décès tragiques et étranges ont lieu dans son entourage à Londres. Keith Jennings, un photographe, et le père Brennan finissent par convaincre Thorn que Damien, son fils de cinq ans, un orphelin aux origines obscures qu'il a adopté le jour de sa naissance à l'insu de sa femme, celle-ci venant de mettre au monde un enfant qui est mort peu après sans aucune explication, n'est autre que l'Antéchrist.

## Fiche technique
Sauf indication contraire, les informations mentionnées dans cette section peuvent être confirmées par les bases de données cinématographiques IMDb et Allociné,  présentes dans la section « Liens externes ».
- Titre original : The Omen (litt. Le Présage)
- Titre français et québécois : La Malédiction[1]
- Réalisation : Richard Donner
- Scénario : David Seltzer
- Musique : Jerry Goldsmith
- Direction artistique : Carmen Dillon
- Photographie : Gilbert Taylor
- Son : Gordon Everett, Doug E. Turner, Les Wiggins
- Montage : Stuart Baird
- Production : Harvey Bernhard
  - Production déléguée : Mace Neufeld
  - Production associée : Charles Orme
- Sociétés de production : Harvey Bernhard Productions, Mace Neufeld Productions et Twentieth Century-Fox Productions, présenté par Twentieth Century Fox
- Société de distribution : Twentieth Century Fox (États-Unis) ; Fox-Rank (Royaume-Uni) ; Fox-Lira (France)
- Budget : 2,8 millions de $[2],[3]
- Pays de production :  Royaume-Uni,  États-Unis
- Langues originales : anglais, latin, italien
- Format : couleur (DeLuxe) — 35 mm — 2,39:1 (CinemaScope / Panavision) — son Mono
- Genre : épouvante-horreur, thriller
- Durée : 111 minutes
- Dates de sortie[4] :
  - États-Unis, Québec : 25 juin 1976[1]
  - Royaume-Uni : 16 septembre 1976
  - France : 17 novembre 1976
  - Belgique : 3 mars 1977 (Gand)
- Classification :
  - Royaume-Uni (lors de la sortie en salle) : à diffuser uniquement dans des cinémas spécialement agréés (X)
  - Royaume-Uni (réévaluation en 1987) : interdit aux moins de 18 ans (18 - Suitable only for adults)
  - Royaume-Uni (réévaluation en 2006) : interdit aux moins de 15 ans (15 - Suitable only for 15 years and over)[5]
  - États-Unis : interdit aux moins de 17 ans (R – Restricted)[N 1]
  - France : interdit aux moins de 12 ans[6]
  - Belgique : potentiellement préjudiciable jusqu'à 14 ans (Mogelijk schadelijk voor kinderen onder de 14 jaar)
  - Québec : 13 ans et plus (13+ / 13 years and over)

## Distribution
- Gregory Peck (VF : Georges Aminel) : Robert Thorn (prononcé « Sorn » dans la VF)
- Lee Remick (VF : Arlette Thomas) : Katherine Thorn
- David Warner (VF : Jean Roche) : Keith Jennings
- Billie Whitelaw (VF : Nadine Alari) : Mme Willa Baylock
- Patrick Troughton (VF : Claude Joseph) : le père Brennan
- Harvey Stephens (VF : Arlette Thomas) : Damien Thorn
- Sheila Raynor (VF : Lita Recio) : Mme Ingrid Horton
- Martin Benson (VF : Georges Riquier) : le père Spiletto
- Leo McKern (VF : Henry Djanik) : Carl Bugenhagen
- Tommy Duggan : le prêtre
- Anthony Nicholls (VF : Jean Berger) : Dr Fred Becker
- Nicholas Campbell : Marine
- Bruce Boa : le premier assistant de Thorn
- Don Fellows : le deuxième assistant de Thorn

## Production

### Attribution des rôles
De nombreux acteurs célèbres ont refusé le rôle de Robert Thorn avant que Gregory Peck ne soit choisi. Parmi eux Charlton Heston, Roy Scheider, Dick Van Dyke et William Holden. Ce dernier acceptera cependant de tenir un autre rôle dans la suite du film, Damien : La Malédiction 2.
Lors des auditions pour le rôle de Damien, Harvey Stephens convainquit Richard Donner de lui donner le rôle en “l'agressant” : alors que le réalisateur avait demandé aux enfants de s'approcher de lui et de faire mine de l'attaquer, Harvey Stephens hurla et se jeta sur lui pour le frapper.
Marlon Brando devait interpréter le Docteur Becker, mais il demandait un cachet astronomique pour moins de 5 minutes dans le film. Le rôle revient finalement à Anthony Nicholls, acteur moins connu. Marlon Brando participera finalement à Superman, le film suivant de Richard Donner.

### Tournage
Le tournage a lieu principalement en Angleterre : à Londres (Parliament Square, Fulham, Grosvenor Square, Bishops Park (en), Harrow, Hampstead Heath), Windsor et le Home Park, dans le Surrey (Woking, à la cathédrale de Guildford, Staines), et aux studios de Shepperton. D'autres scènes furent tournées à Jérusalem, Rome et Chicago.
Pour la réalisation du plan de la chute de Katherine depuis la rampe d'escalier, Lee Remick était en fait debout et attachée à un petit chariot qui la dirigea vers un trompe-l'œil simulant le parquet. Le gros plan de son visage inanimé sur le sol dut être filmé en quelques secondes afin de remettre d'urgence les poissons dans l'eau pour éviter qu'ils n'étouffent.
La plaque de verre décapitant Jennings devait à l'origine tomber verticalement mais la légèreté de l'objet était telle que la densité de l'air la faisait sans cesse dévier de sa course. Par conséquent, la plaque fut posée à plat à l'arrière d'un camion et surgit horizontalement au moment où le véhicule est stoppé net par une bordure juste devant le personnage.
Par ailleurs, le tournage fut marqué par d'horribles événements au point même qu'une rumeur prétendait que la production aurait été réellement frappée par une malédiction :
- L'avion de Gregory Peck, en provenance de Los Angeles, fut frappé par la foudre. Il en fut de même pour celui du producteur Mace Neufeld.
- Londres subissait à cette époque une importante vague d'attentats de l'IRA. Une bombe explosa dans le restaurant Scott's Oyster Bar (en) dans la soirée du 12 novembre 1975, alors que plusieurs membres de l'équipe du film s'apprêtaient à y diner.
- L'avion qui aurait dû transporter l'équipe de tournage pour filmer Londres depuis le ciel a finalement été affecté à un autre client, et s'est écrasé. L'appareil percuta un vol d'oiseaux juste après le décollage, forçant le pilote à se poser en bout de piste à vive allure. Dans sa course, l'avion a quitté l'aérodrome, traversé une route et percuté une voiture dont les 6 occupants ont été tués, incluant l'épouse et les enfants d'un pilote de l'aérodrome[9],[10].
- Pour la séquence de la réserve africaine, un passage (non retenu au montage) fut tourné au niveau des enclos à félins du Windsor Safari Park. Après le départ de l'équipe de tournage, un tigre a attaqué et tué l'un des gardiens du parc.
- Moins de deux mois après la sortie du film, John Richardson, qui avait supervisé la scène de la décapitation de Jennings, a été victime d'un grave accident de la route aux Pays-Bas alors qu'il participait au tournage d'Un pont trop loin. Bien que le conducteur ait survécu, Liz Moore, son assistante et compagne qui se trouvait à ses côtés, a été décapitée[11][source insuffisante][12].

### Musique
Bandes originales de La Malédiction
Damien : La Malédiction 2
(1978)
La musique du film est composée par Jerry Goldsmith. Pour la première fois, le compositeur avait recours à des chœurs maléfiques, chantant une messe en latin à la gloire de Satan, sous le titre d’Ave Satani. Il obtient l'Oscar de la meilleure musique de film en 1977.

## Accueil

### Box-office
Le film est un énorme succès aux États-Unis avec notamment 4 273 886 $ de recettes pour son week-end d'ouverture et 60 922 980 $ en fin d'exploitation dans les salles pour un budget initial de 2,8 millions de dollars,. C'est le 5e film le plus rentable de l'année 1976 aux États-Unis.
En France, il totalise 1 318 396 entrées, ce qui en faisait le 25e meilleur film au box-office français de 1976.

## Distinctions
Source : Internet Movie Database et Allociné

### Récompenses
1976
- British Society of Cinematographers Awards : Prix de la meilleure photographie pour Gilbert Taylor

1977
- Oscars : Oscar de la meilleure musique de film pour Jerry Goldsmith

1978
- Evening Standard British Film Awards : Evening Standard British Film Award de la meilleure actrice pour Billie Whitelaw

1998
- International Film Music Critics Association : FMCJ Award du meilleur album de compilation pour Jerry Goldsmith

### Nominations
1977
- Academy of Science Fiction, Fantasy & Horror Films : meilleur film d'horreur
- BAFTA Awards : meilleure actrice dans un second rôle pour Billie Whitelaw
- Golden Globes : meilleure révélation masculine de l'année pour Harvey Stephens
- Grammy Awards : meilleur album de musique de film pour Jerry Goldsmith
- Oscars :
  - Meilleure chanson originale pour Jerry Goldsmith (pour la chanson "Ave Satani")
  - Meilleure musique - Meilleure partition de chansons et adaptation musicale pour Jerry Goldsmith
- Photoplay : film préféré pour Gregory Peck et Lee Remick
- Prix Edgar-Allan-Poe : meilleur film pour David Seltzer
- Writers Guild of America Awards : meilleur drame écrit directement pour l'écran pour David Seltzer

2001
- DVD Exclusive Awards : meilleur documentaire/long métrage rétrospectif original sur DVD pour J.M. Kenny

### Autre
2021
- Online Film and Television Association : inscription au temple de la renommée des meilleurs films de l'OFTA

## Héritage

### Suites,remakeet préquelle
Le film connaîtra deux suites au cinéma : Damien : La Malédiction 2 (Damien: Omen II) de Don Taylor en 1978 et La Malédiction finale (The Final Conflict) de Graham Baker en 1981, ainsi qu'une suite sous forme de téléfilm : La Malédiction 4 : L'Éveil (Omen IV : The Awakening) de Jorge Montesi et Dominique Othenin-Girard en 1991.
Un remake est réalisé par John Moore. Il s'intitule 666, la malédiction (The Omen). Aux Etats-Unis, il est sorti 6 juin 2006 soit 6-6-6, le nombre de la Bête.
Un antépisode du premier film, La Malédiction : L'Origine, est sortie en 2024.

### Série télévisée
En 2016, la série Damien est consacrée à ce personnage.